# SIESTA
SIESTA (від Spanish Initiative for Electronic Simulations with Thousands of Atoms, укр. Іспанська Ініціатива з моделювання  електронної структури  атомів) — програмне забезпечення для виконання розрахунків електронної структури молекул і твердих тіл. Принцип дії програмного забезпечення базується на теорії функціоналу густини із використанням рівняння Кона — Шема.